# Apocephalus wallerae
Apocephalus wallerae är en tvåvingeart som beskrevs av Ronald Henry Lambert Disney 1980. Apocephalus wallerae ingår i släktet Apocephalus och familjen puckelflugor.
Artens utbredningsområde är Texas. Inga underarter finns listade i Catalogue of Life.